# ریچلاون (کنتاکی)
ریچلاون (به انگلیسی: Richlawn) شهری در ایالت کنتاکی کشور ایالات متحده آمریکا است که جمعیت آن در سرشماری سال ۲۰۱۰ میلادی، ۴۰۵ نفر بوده‌است.